# John Yau

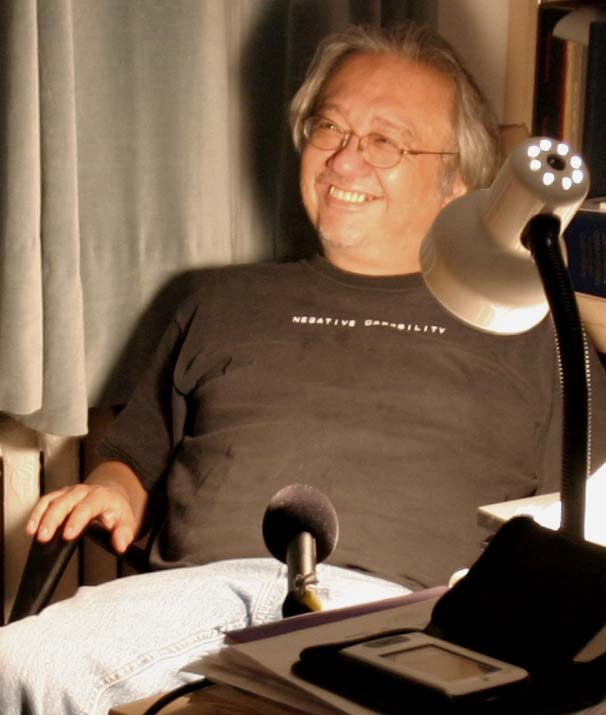
John Yau

John Yau (* 5. Juni 1950 in Lynn/Massachusetts) ist ein amerikanischer Dichter, Essayist, Prosaautor und Kunstkritiker.

## Leben und Arbeit
John Yaus Vater, Arthur Lau, war ein Amerikaner mit halb chinesischer Abstammung, der mehrere Jahre in China verbrachte, wo er auch Johns Mutter, Jane Chang, kennenlernte, die aus einer namhaften Familie aus Shanghai kam. Kurz vor der Geburt ihres Sohnes flohen Yaus Eltern aus Shanghai. Obwohl sie miteinander Chinesisch sprachen, lehnten sie es ab, dies auch ihre Kinder zu lehren, sodass Yau heute kein Chinesisch spricht.
Nach dem Besuch des Bard College in Annandale-on-Hudson/New York (bis 1972) studierte Yau bei John Ashbery am Brooklyn College in New York City (bis 1978). Er hat zahlreiche Gedichtbände und zwei Bände mit Kritiken veröffentlicht, eine Anthologie mit Erzählungen herausgegeben, eine Retrospektive der Arbeiten des Malers und Zeichners Edward Moses (1996) organisiert und einen umfangreichen Essay über die Poesie und Poetik von Robert Creeley geschrieben. Er hat an zahlreichen Colleges und Universitäten gelehrt, unter anderem an der Brown University und an der University of California, Berkeley.
John Yau lebt in Manhattan und lehrt gegenwärtig am Maryland Institute College of Art.

## Preise
Zu den Einrichtungen, die John Yau mit Preisen und Stipendien geehrt haben, zählen das National Endowment for the Arts, das American Poetry Review, die Academy of American Poets, die General Electric Foundation und die New York Foundation for the Arts.

## Veröffentlichte Arbeiten
- 1983: Corpse and Mirror (Gedichte)
- 1992: Edificio Sayonara (Gedichte)
- 1993: In the Realm of Appearances: The Art of Andy Warhol (Kritik)
- 1995: Berlin Diptychon (Gedichte), Weidle Bonn, ISBN 978-3-931135-10-2
- 1995: Hawaiian Cowboys (Sammlung von Kurzgeschichten)
- 1996: Forbidden Entries (Gedichte)
- 1996: The United States of Jasper Johns (Kritik)
- 1998: Fetish (Anthologie von Kurzgeschichten; Herausgeber)
- 1998: My Symptoms (Sammlung von Kurzgeschichten)
- 1999: In Company: Robert Creeley's Collaborations (Ausstellungskatalog; enthält einen Essay von Yau)
- 2002: Borrowed Love Poems (Gedichte)
- 2006: andalusia Autoren: John Yau, Leiko Ikemura, Weidle Bonn, ISBN 3931135969.